# Walter Brugger
Walter Brugger (Radolfzell, 17 dicembre 1904 – Monaco di Baviera, 13 maggio 1990) è stato un filosofo gesuita tedesco.
Fu l'autore del Philosophische Wörterbuch (Dizionario filosofico), di cui da allora sono apparse ventidue edizioni.

## Biografia
Brugger si unì alla Compagnia di Gesù nel 1924. Studiò filosofia al Berchmanskolleg di Pullach vicino a Monaco e teologia cattolica a Innsbruck. Dal 1929 al 1931 e dal 1936 al 1937 fu tutore di filosofia presso il Pontificio Collegio Germanico-Ungarico di Roma. Iniziò la sua attuale attività di insegnamento nel 1937 come docente di teologia fondamentale a Pune (India), che ha suscitato il suo interesse anche per la storia delle religioni. Per motivi di salute tornò al Berchmannskolleg di Monaco nel 1938, dove fu nominato professore di filosofia nel 1945. Nel 1947 pubblicò per la prima volta il Philosophische Wörterbuch (Dizionario filosofico), di cui da allora sono apparse ventidue edizioni.
Fu un critico del razionalismo critico di Karl R. Popper.

## Opere
- Philosophisches Wörterbuch, Herder, Freiburg i. Br. 1947, 23. Auflage 1998. Vollständig überarbeitet von Harald Schöndorf (Hrsg.), Alber, Friburgo / Monaco di Baviera 2010. ISBN 978-3-495-48213-1.
- Summe einer philosophischen Gotteslehre Archiviato il 19 agosto 2011 in Internet Archive., Monaco di Baviera, 1979, ISBN 3-87056-022-3.
- Tractatus Philosophicus: De Anima Humana Archiviato il 12 aprile 2016 in Internet Archive. Verl. Berchmanskolleg Pullach bei München 1958.
- con J.B. Lotz S.J.: Allgemeine Metaphysik Archiviato il 29 aprile 2015 in Internet Archive., Verl. Berchmanskolleg Pullach bei München 3ª ed. 1967.